# Tranøy (Schiff)
Die Tranøy ist eine Doppelendfähre der norwegischen Reederei Torghatten Nord. Sie wurde 1990 als Nordkapphorn gebaut.

## Geschichte
Die Fähre wurde unter der Baunummer 66 auf der Werft Trønderverftet in Hommelvik für die Finnmark Fylkesrederi og Ruteselskap in Hammerfest gebaut. Die Kiellegung erfolgte am 30. Oktober 1989, der Stapellauf am 26. April 1990. Das Schiff wurde am 15. Juni 1990 abgeliefert. Es wurde als Nordkapphorn zwischen Honningsvåg und Kåfjord im Verlauf der Europastraße 69 in Dienst gestellt.
1992 oder 1993 wurde die Fähre an die Reederei Rogaland Trafikkselskap in Stavanger verkauft, aus der später die Reederei Stavangerske hervorging. Rogaland Trafikkselskap ließ die in Rennesøy umbenannte Fähre umbauen und dabei unter anderem mit einem zusätzlichen Fahrzeugdeck ausstatten, bevor sie auf der Strecke über den Boknafjord zwischen Mortavika und Arsvågen eingesetzt wurde. Die Fährverbindung war 1992 mit der Verkehrsübergabe des Byfjordtunnels und des Mastrafjordtunnels im Verlauf der Europastraße 39 eingerichtet worden. In den Jahren 1993 bis 1995 fuhr die Fähre in den Sommermonaten in Charter der Finnmark Fylkesrederi og Ruteselskap auf ihrer bisherigen Strecke zwischen Kåfjord und Honningsvåg.
Im Sommer 1999 ging das Schiff an Boknafjorden Ferjeselskap in Stavanger, einer Tochtergesellschaft der Reederei Stavangerske. Spätestens ab 2006 verkehrte es wieder zwischen Mortavika und Arsvågen. Die Fährverbindung wurde ab Januar 2007 von Fjord1 betrieben, die hierfür die Fähre vorübergehend charterte. Ende Januar 2007 wurde die Fähre vorübergehend in Stavanger aufgelegt. Ab Ende April 2007 verkehrte sie zwischen Stavanger und Tau. 2008 wurde sie an Tide Sjø verkauft, aus der später die Reederei Norled wurde. Tide Sjø betrieb die Fähre zunächst weiter auf der Fährverbindung zwischen Stavanger und Tau. 2010 und 2011 verkehrte sie auf verschiedenen Strecken in Norwegen. Ende 2011 oder Anfang 2012 wurde die Fähre an die Reederei Torghatten Nord in Tromsø verkauft und in Tranøy umbenannt. Torghatten Nord setzte die Fähre über den Vågsfjord zwischen Stangnes und Sørrolnes bzw. zwischen Svolvæ, Skrova und über den Vestfjord nach Skutvik ein.
2012 wurde die Fähre von der Reederei Bastø Fosen gekauft und verkehrte ab 2013 als Bastø V über den Oslofjord zwischen Horten und Moss. 2016 wurde sie in Bastø VIII umbenannt (der bisherige Schiffsname wurde von der Reederei für einen Neubau benötigt). Ende März 2017 wurde die Fähre wieder an Torghatten Nord verkauft. Torghatten Nord setzt die wieder in Tranøy umbenannte Fähre in erster Linie zwischen Bodø und Moskenes auf der Lofoteninsel Moskenesøy ein.

## Technische Daten und Ausstattung
Das Schiff wird von zwei Viertakt-Achtzylinder-Dieselmotoren von Bergen Diesel mit jeweils 1325 kW Leistung angetrieben. Die Motoren wirken auf jeweils eine Propellergondel an den beiden Enden der Fähre. Für die Stromerzeugung stehen drei von Dieselmotoren mit jeweils circa 220 kW Leistung angetriebene Generatoren zur Verfügung, von denen einer als Notgenerator fungiert.
Die Fähre verfügt über zwei Fahrzeugdecks, ein durchlaufendes Fahrzeugdeck auf dem Hauptdeck sowie ein weiteres Fahrzeugdeck auf dem darunterliegenden Deck. Die Fahrzeugdecks sind vollständig geschlossen. An beiden Enden der Fähre befinden sich nach oben aufklappbare Visiere. Das Fahrzeugdeck auf dem Hauptdeck ist über herunterklappbare Rampen zugänglich. Das darunterliegende Fahrzeugdeck ist über feste Rampen zugänglich. Die Zufahrt lässt sich verschließen, so dass auf dem Hauptdeck zusätzlicher Platz für Fahrzeuge zur Verfügung steht. Die nutzbare Durchfahrtshöhe auf dem Hauptdeck beträgt 4,5 m und auf dem darunterliegenden Deck 2,25 m. Die maximale Achslast auf dem Hauptdeck beträgt 13 t.
Gebaut worden war die Fähre mit nur einem durchlaufenden Fahrzeugdeck auf dem Hauptdeck. Dieses war an beiden Enden nach oben offen.
In den Decksaufbauten befinden sich direkt oberhalb des durchlaufenden Fahrzeugdecks unter anderem die Einrichtungen für die Passagiere. In weiteren Decks sind die Einrichtungen für die Schiffsbesatzung und Betriebsräume untergebracht. Darauf ist mittig das Steuerhaus aufgesetzt. An beiden Enden der Fähre befinden sich oberhalb des Fahrzeugdecks offene Decksbereiche. Weitere teilweise offene Decksbereiche befinden sich auf dem darüberliegenden Deck. Diese sind größtenteils mit einem gläsernen Wetterschutz versehen.